# Anna Socha
Anna Socha (ur. 17 listopada 1977) – polska judoczka.
Była zawodniczka klubów: GKS Czarni Bytom (1991-1997), KS AZS AWFiS Gdańsk (1999-2000). Czterokrotna medalistka mistrzostw Polski seniorek w kategorii do 52 kg: złota w 1994 oraz dwukrotna brązowa (1996, 1999). Ponadto m.in. mistrzyni Polski juniorek 1994.